# Газовий термометр
Газовий термометр - прилад для вимірювання температури, заснований на законі Шарля. 

## Принцип роботи

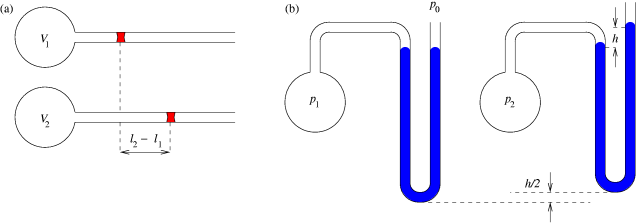
Два варіанта газового термометра

Наприкінці XVIII ст. Шарль встановив, що однакове нагрівання будь-якого газу призводить до однакового підвищення тиску, якщо при цьому об'єм залишається постійним. При зміні температури за шкалою Цельсія залежність тиску газу при постійному об'ємі виражається лінійним законом. А звідси випливає, що тиск газу (при V = const) можна прийняти як кількісну міру температури. Поєднавши посудину, у якій знаходиться газ, з манометром і проградуювавши прилад, можна вимірювати температуру за показами манометра. 
У широких межах змін концентрацій газів і температур і малих тисках температурний коефіцієнт тиску різних газів приблизно однаковий, тому спосіб вимірювання температури за допомогою газового термометра виявляється малозалежним від властивостей конкретних речовин, використовуваних в термометрі як робоче тіло. Найточніші результати виходять, якщо як робоче тіло використовувати водень або гелій.